# Џон Брауер Миноч
Џон Брауер Миноч (енгл. Jon Brower Minnoch; Бејнбриџ Ајланд, 29. септембар 1941 — Сијетл, 10. септембар 1983) био је Aмериканац који се сматра најтежим човеком који је икада живео. Био је тежак 634 килограма. Његово здравствено стање било је јако лоше и није се могао кретати. Када је имао 12 година имао је 294 килограма а када је имао 22 године имао је 392 килограма.